# Alex Gopher
Alex Gopher, pseudonimo di Alex Latrobe (...), è un disc jockey e produttore discografico francese.

## Biografia
Iniziò la sua carriera nella musica francese nella band pop Orange, la band con artisti come Étienne de Crécy e il duo che poi formerà gli AIR. Dopo la rottura della band, Alex Gopher avrebbe continuato a lavorare con Etienne e gli AIR in futuro (come testimoniano le collaborazioni in Super Discount 1), ma si fece strada con l'album You, My Babe & I, un album che combina elementi di musica funk, house ed elettronica. Prima del lancio dell'album, inoltre, fondò una sua etichetta, la Solid.
L'album che ha avuto più successo e il più acclamato è Wuz, uscito nel 2002, il quale fa uso di elementi di You, My Babe & I ma ha un suono distinto.
Nel 2006 ha inoltre pubblicato l'album omonimo Alex Gopher.